# هایاتو نوکوی
هایاتو نوکوی (انگلیسی: Hayato Nukui؛ زادهٔ ۱۴ نوامبر ۱۹۹۶) بازیکن فوتبال اهل ژاپن است.
از باشگاه‌هایی که در آن بازی کرده‌است می‌توان به باشگاه فوتبال سرزو اوساکا اشاره کرد.